# 軟體後門
軟件後門指绕过软件的安全性控制，从比较隐秘的通道获取对程序或系统访问权的黑客方法。在软件开发时，设置后门可以方便修改和测试程序中的缺陷。但如果后门被其他人知道（可以是洩密或者被探测到后门），或是在发布软件之前没有去除后门，那么它就对计算机系统安全造成了威胁。

## 参看
- 信息安全
- 軟體暗門